# كاثرين كورنيل
كاثرين كورنيل (بالإنجليزية: Katharine Cornell)‏ (16 فبراير 1893 - 9 يونيو 1974) ممثلة مسرحية كاتبة ومالكة مسرح ومنتجة أمريكية، ولدت في برلين لأبوين أمريكيين ونشأت في بوفالو، نيويورك.
توفيت كورنيل في 9 يونيو 1974، في تيسبيري، ماساتشوستس (في مارثا فينيارد) ، عن عمر 81 عامًا ، ودفنت في مقبرة قرية تيسبيري ، تيسبيري ، مارثا فينيارد ، ماساشوستس.

## روابط خارجية
- كاثرين كورنيل على موقع IMDb (الإنجليزية)
- كاثرين كورنيل على موقع الموسوعة البريطانية (الإنجليزية)
- كاثرين كورنيل على موقع أول موفي (الإنجليزية)
- كاثرين كورنيل على موقع قاعدة بيانات برودواي على الإنترنت (الإنجليزية)
- كاثرين كورنيل على موقع إن إن دي بي (الإنجليزية)
- كاثرين كورنيل على موقع قاعدة بيانات الفيلم (الإنجليزية)